# Юдинка (Омская область)
Юдинка — деревня в Муромцевском районе Омской области России. Входит в состав Низовского сельского поселения.

## География
Деревня находится в восточной части Омской области, на берегу реки Тара.

### Часовой пояс
Деревня Юдинка, как и вся Омская область, находится в часовой зоне МСК+3. Смещение применяемого времени относительно UTC составляет +6:00.

## История
Основана в 1856 году. В 1928 году состояла из 132 хозяйств, основное население — русские. В административном отношении деревня являлась центром Юдинского сельсовета Мало-Красноярского района Барабинского округа Сибирского края.

## Население
| 1926 | 2010 |
| ---- | ---- |
| 788  | ↘78  |

Гендерный состав
По данным Всероссийской переписи населения 2010 года, в гендерной структуре населения из 78 человек мужчин — 36, женщин — 42	(46,2 и 53,8 % соответственно).
Национальный состав
Согласно результатам переписи 2002 года, в национальной структуре населения русские составляли 97 % из 127 чел.

## Инфраструктура
Личное подсобное хозяйство.